# Germán Santamaría
Germán Santamaría Barragán (Líbano,  24 de enero de 1950) es un periodista y escritor colombiano. En 2011, fue nombrado embajador de Colombia en la República Portuguesa. 
Anterior a ese cargo, había ejercido como representante de la Contraloría General en la Federación Nacional de Cafeteros y en el Consulado General de Colombia en Nueva York (1989-1991), director de Comunicaciones del Ministerio de Comercio Exterior (1992-1994) y director de Señal Colombia.
Como periodista, trabajó en el periódico El Tiempo durante once años, donde ejerció como enviado especial en más de cuarenta países y ha sido director de la revista Diners.  Ha ganado en tres ocasiones el Premio Nacional de Periodismo Simón Bolívar y ha sido elegido dos veces presidente del Círculo de Periodistas de Bogotá. Como escritor, ha obtenido distintos premios en Colombia y Latinoamérica. Su relato No Morirás ganó el  Premio Iberoamericano de Cuento Julio Cortázar.

## Controversias
En noviembre de 2000, Santamaría publicó en la revista Semana una columna que pedía el "saboteo" y la "prohibición" de la película "La virgen de los sicarios" (2000), basada en la novela homónima de Fernando Vallejo. En su columna, Santamaría escribió: "Lo más sensato es ignorar a Vallejo, incluso ignorar la película, porque los provocadores, como los terroristas, lo que buscan es la atención y la notoriedad pública. Pero ya va siendo tiempo de que la gran prensa deje de orquestar el pensamiento y la obra de un hombre que si es sincero en lo que dice, entonces se trata de un sicópata. Un delirante que le quiere cobrar a toda una nación el no haber podido ser felizmente homosexual en Medellín, como lo proclama en todas sus entrevistas. Es asunto suyo que esa sea su opción física, e incluso es respetable, porque no se trata de discriminar a nadie por su sexualidad. Pero que no sea, por favor, un maricón tan escandaloso. ¡Cálmese!".
En una entrevista en W Radio, en la que también participó Santamaría, Fernando Vallejo respondió a Santamaría: "Yo fui feliz, inmensamente. Si supiera con todos los muchachos con que me acosté. Con todos los que pude. Infinidad. Yo fui inmensamente feliz y estoy muy triste de no poder vivir en Colombia porque yo a Colombia la quiero mucho, y mientras más me acerco a la muerte más la quiero, y su derrumbe y su desplome y su desintegración se suman a los míos".

## Obras
Cuento
- Los días del calor. Bogotá: Ediciones Punto Rojo. 1970. OCLC 2019584.
- Marilyn. Ibagué: Universidad del Tolima. 1974. OCLC 1671936.
- Morir último. Bogotá: Carlos Valencia Editores. 1978. ISBN 978-84-8277-001-7. OCLC 5100647.

Periodismo
- Crónicas. Colección Narrativa (5). Ibagué: Instituto Tolimense de Cultura. 1981. OCLC 9195855.
- Colombia y otras sangres: díez años de periodismo. Bogotá: Planeta Editores. 1987. ISBN 978-958-614-248-9. OCLC 17793253. Resumen divulgativo (1988).

Novela
- No morirás. Bogotá: Editorial Oveja Negra. 1992. ISBN 978-958-06-0084-8. OCLC 253099556. Resumen divulgativo (7 February 1993).

Otros
- Ambalema, 1986
- Quieta Margarita, 1988, guion para la novela de televisión ¡Quieta, Margarita!